# Chan Chan
Chan Chan er historisk by nær Trujillo i det nordlige Peru.
Byen var hovedstad i Chimukongeriget (ca. 1000 -1466), som var den ledende stat i det område, der i dag er Peru og havde sin storhedstid i 1500-tallet kort før inkaerne ankomst. Chan Chan blev udnævnt af UNESCO til verdenarvsområde i 1986. Området er 18 kvadratkilometer stort og er den største præ-colombianske by bygget i adobe og i øvrigt Latinamerikas største pre-columbianske ruinby.

## Beliggenhed
Chan Chan er placeret i Mochedalen ved havet, mellem byerne Huanchaco og Trujillo i regionen La Libertad i det nordlige Peru.

## Etymologi
Den fremtrædende lingvist Ph.D. Rodolfo Cerrón-Palomino har foreslået en quechumara-etymologi for toponymet. Ifølge hans hypotese kan både formen <Chanchan> og varianterne <Cauchan> og <Canda> forklares ud fra det quechua-etymon *kanĉa, som betyder 'indhegning, hegn, indhegnet sted', samt det quechumara toponymiske morfem *-n (med sandsynlig aymara-etymologi). Den nuværende udtale skulle således være resultatet af en "ortografisk fælde", idet <ch> oprindeligt blev brugt til at repræsentere den velare lukkelyd /k/ i begyndelsen af ordet. Oprindeligt ville toponymet have været *kanĉa-n(i), '(sted) hvor der findes mange hegn eller indhegninger', hvis quechuaisering resulterer i den fonetiske form /kantʃáŋ/ i <Chanchán>.
- Rekonstruktion af udtalen af "Chanchán" som /kantʃáŋ/, baseret på etymologien foreslået af Rodolfo Cerrón-Palomino.
- Toponymet Chanchán vises i relation til andre toponymer, der har den samme quechumara-rod /*kantʂa/.

## Historie
Chan Chan var Chimurigets hovedstad. Som følge af sin størrelse og sin historie som hovedstad i et betydeligt og rigt kongerige, har Chan Chan været af interesse for rejsende og videnskabsfolk gennem flere århundreder.
Tacaynamo var den første hersker over Chan Chan. Han efterfulgtes af sin søn, Guacricaur som igen efterfulgtes af sin søn Ñancempinco. I alt var der ti konger i dette dynasti. Den sidste, Minchancaman, blev besejret af Inkaerne.
Under vicekongetiden i Peru 1532 – 1824 var Chan Chan genstand for mange plyndringer og ødelæggelser. Man mente, at der inden for murene og pyramiderne, var store skatte af guld og sølv. Chan Chan er en af de vigtigste kilder til viden om Perus forhistoriske historie.
De vigtigste guder i Chimu Riget var havet og månen.

## Arkitektur
Chan Chan består af 10 kongelige kvartaler. Når en konge døde, blev kvarteret forladt og der byggedes et nyt til den nye konge.
Den arkitektoniske udformning af Chan Chan viser, at der var en skarp adskillelse af de forskellige sociale klasser, som boede i forskellige områder og bygninger efter deres økonomiske formåen. Det Kongelige kvarter var f.eks. beskyttet af høje mure og havde kun en indgang, hvilket gjorde det let at kontrollere.
Det Kongelige Kvarter er karakteriseret ved:
- Området har en rektangulær form
- De er orienteret mod nord – syd
- De er opdelt i tre sektorer
- Der er et design med en høj grad af planlægning
- Hovedindgangen er placeret imod nord
- Området har en lignende opdeling i
- Der er torv, forråd, modtagelse, områder til begravelse og brønde til vandforsyning

Indvendigt var distriktet organiseret i tre sektorer: nord, central del og syd.